# Wohn- und Wirtschaftsgebäude Hauptstraße 14

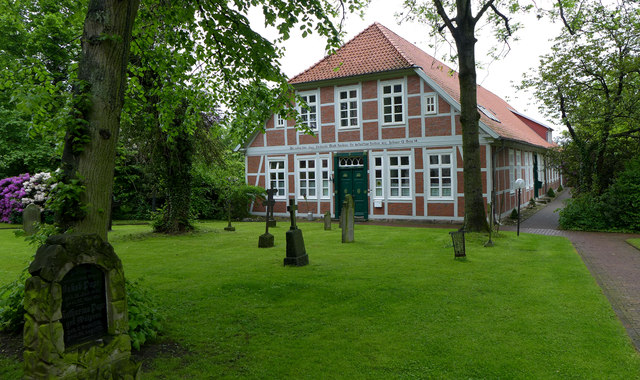
Hauptstraße 14, Südgiebel (2013)

Das Wohn- und Wirtschaftsgebäude Hauptstraße 14, das Pastorat bzw. Vicarage neben der St.-Lamberti-Kirche in der niedersächsischen Gemeinde Selsingen, wurde im ersten Drittel des 19. Jahrhunderts gebaut. Aktuell (2025) wird es zum Wohnen und durch die ev. Kirchengemeinde genutzt.
Das Gebäude steht unter Denkmalschutz (siehe auch Liste der Baudenkmale in Selsingen).

## Geschichte und Beschreibung
Selsingen wurde 1219 erstmals urkundlich erwähnt und gehört zur Samtgemeinde Selsingen im heutigen Landkreis Rotenburg (Wümme).
Das eingeschossige traufständige Wohn- und Wirtschaftsgebäude als Zweiständer-Hallenhaus, in Fachwerk mit Steinausfachungen, pfannengedecktem Krüppelwalmdach und einer Tür sowie der Quereinfahrt, wurde um 1800 bis 1830 als Pfarrhaus gebaut. Das Haus wird umgeben vom begrünten Kirchhof mit einigen historischen Grabsteinen der Barockzeit bis Ende des 19. Jahrhunderts, in Sandstein und Eisen, sowie altem Baumbestand.
Das Landesdenkmalamt befand u. a.: „… ein regionstypisches Hallenhaus des 19. Jahrhunderts in Zweiständerkonstruktion ….“